# Heiraten für Fortgeschrittene
Heiraten für Fortgeschrittene (Originaltitel: Crush) ist eine britisch-deutsche Filmkomödie von John McKay aus dem Jahr 2001.

## Handlung
Die alleinstehende Kate Scales leitet eine Schule in England. Sie verbringt viel Zeit mit ihren Freundinnen Janine und Molly aus dem „Sad Fuckers Club“. Die Frauen essen Schokolade und trinken Alkohol.
Eines Tages stellt Kate ihren Freundinnen ihren neuen Liebhaber Jed Willis, ihren ehemaligen Schüler, vor. Jed ist Organist, Kate traf ihn auf einem Begräbnis. Janine und Molly sind neidisch und intrigieren gegen die Beziehung.

## Kritiken
- Jonathan Rosenbaum schrieb im Chicago Reader, die Komödie sei charmant. Es gebe nicht viele Filme über die Frauen im mittleren Alter mit soviel „Witz“ und „Herz“.[1]

- Roger Ebert schrieb in der Chicago Sun-Times vom 12. April 2002, die Liebe – oder das was als solche dargestellt werde – habe im Film zu früh gewonnen. Jed und Kate verbinde lediglich die Begierde.[2]

- Michael Atkinson schrieb in The Village Voice vom 3./9. April 2002, der Film sei der schlechteste Film seit Jahren. Er würde sich auf irrelevante Fragen konzentrieren, die tragischen Momente seien „manipulativ“ gezeigt, die Motive der Charaktere seien „konfus“. Atkinson kritisierte ebenfalls die Regie.[3]